# Gyurzhyuvan
Gyurzhyuvan (ryska: Гюрджюван) är en ort i Azerbajdzjan.   Den ligger i distriktet Ağsu Rayonu, i den centrala delen av landet, 130 km väster om huvudstaden Baku. Gyurzhyuvan ligger 742 meter över havet och antalet invånare är 300.
Terrängen runt Gyurzhyuvan är huvudsakligen kuperad. Gyurzhyuvan ligger uppe på en höjd. Närmaste större samhälle är Aghsu, 8,8 km sydost om Gyurzhyuvan.
Trakten runt Gyurzhyuvan består till största delen av jordbruksmark. Runt Gyurzhyuvan är det ganska tätbefolkat, med 60 invånare per kvadratkilometer.